# Renauldia patentissima
Renauldia patentissima är en bladmossart som beskrevs av Brotherus 1925. Renauldia patentissima ingår i släktet Renauldia och familjen Pterobryaceae. Inga underarter finns listade i Catalogue of Life.